# Stranger Things/Staffel 3
Die dritte Staffel der amerikanischen Science-Fiction-Horror-Fernsehserie Stranger Things wurde am 4. Juli 2019 weltweit auf dem Streaming-Service Netflix veröffentlicht. Die Staffel wurde von den Duffer-Brüdern mit den Produzenten Shawn Levy, Dan Cohen und Iain Paterson entwickelt.
Die Staffel besteht aus acht Folgen, die ungefähr 40 bis 50 Minuten lang sind.

## Prämisse
Im Sommer 1985 hat sich die neu eröffnete Starcourt Mall zum neuen Mittelpunkt von Hawkins entwickelt und verdrängt zusehends den traditionellen Einzelhandel der Kleinstadt. Der Polizeichef von Hawkins, Jim Hopper, verbietet die wachsende Beziehung zwischen Eleven und Mike, während Joyce erwägt, aus Hawkins wegzuziehen, um ein besseres Leben für ihre Kinder und sich selbst zu haben. Joyce bemerkt etwas Seltsames mit ihren Magneten und beschließt nachzuforschen. Seltsame Schwankungen lösen jedoch Wills Bewusstsein für etwas Außerirdisches aus, und Elf und Max spüren, dass etwas an den Bewohnern der Stadt nicht stimmt. Obwohl sie das Portal zum Upside Down geschlossen haben, befürchten sie, dass sie alle noch in Gefahr sind.

## Besetzung

### Hauptfiguren
- Winona Ryder als Joyce Byers
- David Harbour als Jim Hopper
- Finn Wolfhard als Mike Wheeler
- Millie Bobby Brown als Eleven / Jane Hopper
- Gaten Matarazzo als Dustin Henderson
- Caleb McLaughlin als Lucas Sinclair
- Noah Schnapp als Will Byers
- Sadie Sink als Max Mayfield
- Natalia Dyer als Nancy Wheeler
- Charlie Heaton als Jonathan Byers
- Joe Keery als Steve Harrington
- Dacre Montgomery als Billy Hargrove
- Priah Ferguson als Erica Sinclair
- Maya Hawke als Robin
- Cara Buono als Karen Wheeler

### Nebenfiguren
- Joe Chrest als Ted Wheeler
- Brett Gelman als Murray Bauman
- Randy Havens als Scott Clarke
- Alec Utgoff als Alexei
- Sean Astin als Bob Newby
- Paul Reiser als Dr. Sam Owens
- Rob Morgan als Calvin Powell
- John Reynolds als Phil Callahan
- Susan Shalhoub Larkin als Florence
- Tinsley Price als Holly Wheeler
- Jake Busey als Bruce Lowe
- Michael Park als Tom Holloway
- Francesca Reale als Heather Holloway
- Cary Elwes als Larry Kline
- Andrey Ivchenko als Grigori
- Peggy Miley als Doris Driscoll
- Gabriella Pizzolo als Suzie
- Matty Cardarople als Keith

## Episoden
| Nr. (ges.) | Nr. (St.) | Deutscher Titel                                     | Originaltitel                                    | Regie          | Drehbuch        |
| --- | --------- | --------------------------------------------------- | ------------------------------------------------ | -------------- | --------------- |
| 18 | 1         | Kapitel eins: Suzie, hörst du mich?                 | Chapter One: Suzie, Do You Copy?                 | Duffer-Brüder  | Duffer-Brüder   |
| Im Juni 1984 versuchen sowjetische Wissenschaftler, ein neues Tor zur Anderen Seite zu öffnen. In Hawkins hat ein Jahr später die Popularität der neuen Starcourt Mall viele lokale Unternehmen gezwungen, ihre Läden zu schließen. Hopper versucht, eine Beziehung zu Joyce aufzubauen, und lädt sie ins Restaurant ein, was sie ablehnt. Dustin kehrt aus dem Sommer-Wissenschaftslager zurück und richtet mit Hilfe der anderen Kinder einen provisorischen Funkturm ein, um seine Camp-Freundin Suzie zu kontaktieren, was aber misslingt. Dies veranlasst die anderen Kinder, die skeptisch sind, ob Suzie wirklich existiert, dazu zu gehen. Dustin hört später eine russische Übertragung in seinem Funkgerät. Will spürt, dass der Mind Flayer vielleicht noch lebt, behält dies aber für sich. Hopper versucht, Mike und Elfi seine Gefühle mitzuteilen, aber Mikes Selbstsicherheit ärgert ihn und er droht Mike heimlich, ihm zu verbieten, Elfi zu sehen. Ratten versammeln sich in einer Mühle in der Nähe von Hawkins, wo sie zu einer organischen Masse zerplatzen. Billy bietet an, Karen Wheeler „Schwimmunterricht“ zu geben. Beide hatten schon über einen längeren Zeitraum geflirtet und es knistert zwischen den beiden. Während sie sich auf dieses „Rendezvous“ vorbereitet, erkennt Karen, dass sie für ihren Mann und ihre Kinder da sein will und geht doch nicht zu Billy. Später, während Billy an der Mühle vorbeifährt, kollidiert sein Auto mit einer unsichtbaren Kreatur. Als er aussteigt, um den Schaden am Auto zu begutachten, wird er wird in die Mühle gezogen. |           |                                                     |                                                  |                |                 |
| 19 | 2         | Kapitel zwei: Ratten                                | Chapter Two: The Mall Rats                       | Duffer-Brüder  | Duffer-Brüder   |
| Billy entkommt aus der Mühle, nachdem er von der Kreatur angegriffen wurde, und hat eine Vision von der Anderen Seite, wo ein Doppelgänger ihn anweist, „es zu bauen“. Mike belügt Elfi, um sich nicht mit ihr treffen zu müssen, was Elfi verwirrt und Hopper erfreut. Max, die von Elfi um Rat gefragt wird, schließt aus Mikes Verhalten, dass er lügt und dass Elfi mit ihm Schluss machen sollte, wenn er sich nicht entschuldigt. Nancy und Jonathan, die als Praktikanten bei der Hawkins Post arbeiten, recherchieren bei einer älteren Frau namens Driscoll, die behauptet, Ratten hätten ihren Dünger gefressen und sich tollwütig verhalten. Nachdem sie gegangen sind, explodiert eine eingesperrte Ratte zu einer organische Masse, die dann entkommt. Max und Elfi gehen zusammen im Starcourt einkaufen und treffen auf Mike, Will und Lucas. Mike belügt Elfi, was dazu führt, dass sie sich von ihm trennt. Joyce ist verwirrt, als die Magnete im Laden und an ihrem Kühlschrank zu Hause ihren Magnetismus verlieren. Sie befragt dazu Wills Physiklehrer und verpasst dadurch das Abendessen mit Hopper. Dustin trifft sich mit Steve, der jetzt mit der ehemaligen Klassenkameradin Robin Buckley in einer Eisdiele im Starcourt arbeitet. Das Trio übersetzt die russische Nachricht und stellt fest, dass diese ein Code sein muss. Billy kehrt von der Anderen Seite zurück, entführt die Rettungsschwimmerin Heather Holloway und bringt sie zur Mühle, wo sie von der Kreatur unterworfen wird.                                                                               |           |                                                     |                                                  |                |                 |
| 20 | 3         | Kapitel drei: Die verschwundene Rettungsschwimmerin | Chapter Three: The Case of the Missing Lifeguard | Shawn Levy     | William Bridges |
| Elfi nutzt ihre Kräfte, um Mike, Lucas und Will und später Billy auszuspionieren. Billy unterwirft gerade Heather, als er Elfis Anwesenheit spürt. Max und Elfi suchen Billy, finden ihn und Heather jedoch nicht am Pool. Elfi findet mit ihrer telepathischen Kraft Heather, welche sie um Hilfe bittet, bevor sie zu ertrinken scheint. Nachdem Nancy mehr über das seltsame Verhalten der Ratten und Berichte über fehlende Düngemittel und Chemikalien in ganz Hawkins erfahren hat, geht sie mit Jonathan zurück zu Doris Driscolls Haus, wo diese selbst Düngemittel isst. Will hat einen Streit mit Mike und Lucas aufgrund deren Liebeslebens. Robin entschlüsselt die russische Kommunikation und stellt fest, dass es sich um eine Sendung handelt, die in dieser Nacht im Starcourt ankommt. Zusammen mit Dustin und Steve beobachtet sie bewaffnete russische Soldaten am Ladedock vom Starcourt. Hopper und Joyce gehen ins Labor, um Nachforschungen anzustellen, aber Hopper wird von Grigori, einem russischen Soldaten, angegriffen und niedergeschlagen. Max und Elfi finden Billy und Heather beim Abendessen mit Heathers Eltern, wo alles scheinbar in Ordnung ist. Nachdem die Mädchen gegangen sind, schlagen Billy und Heather deren Eltern k.o., was Will spürt und enthüllt, dass der Mind Flayer zurückgekehrt ist. |           |                                                     |                                                  |                |                 |
| 21 | 4         | Kapitel vier: Der Sauna-Test                        | Chapter Four: The Sauna Test                     | Shawn Levy     | Kate Trefey     |
| Billy und Heather bringen ihre Eltern zur Mühle. Nancy und Jonathan werden entlassen, weil sie Mrs. Driscoll belästigt haben. Will offenbart Mike, Lucas, Elfi und Max seine Verbindung zum Mind Flayer und spekuliert, dass der Mind Flayer immer noch in der realen Welt lebt und Billy von ihm besessen ist. Hopper erinnert sich, dass er zuvor gesehen hatte, wie Grigori sich mit dem Bürgermeister der Stadt, Larry Kline, traf. Hopper und Joyce zwingen Kline zu enthüllen, dass Grigori für die Eigentümer von Starcourt arbeitet, die verlassene Immobilien in ganz Hawkins gekauft haben. Kline macht Grigori später darauf aufmerksam, dass Hopper und Joyce planen, die Immobilien zu durchsuchen. Im Starcourt fordern Dustin, Steve und Robin Lucas Schwester Erica auf, durch einen Luftschacht zu kriechen und in die Laderampe einzubrechen, wo sie feststellen, dass es sich um einen Aufzug handelt. Als sie im Aufzug sind, stürzt dieser tief unter das Einkaufszentrum. Nancy ist immer noch misstrauisch und besucht Mrs. Driscoll im Krankenhaus, während die Kinder Billy in die Sauna des Pools locken und dort festhalten, um zu bestätigen, dass er besessen ist. Billy bekommt übermenschliche Kraft, befreit sich und hat einen schrecklichen Kampf mit Elfi, die ihn mit ihren Kräften durch eine Hauswand wirft. Währenddessen sieht Nancy, wie sich Mrs. Driscoll auf ähnliche Weise verwandelt. Billy trifft sich mit Heather in der Mühle, in der sich Dutzende andere besessene Stadtbewohner befinden.                                                           |           |                                                     |                                                  |                |                 |
| 22 | 5         | Kapitel fünf: Die Armee                             | Chapter Five: The Flayed                         | Uta Briesewitz | Paul Dichter    |
| Hopper und Joyce durchsuchen eines der verlassenen Objekte und entdecken ein verstecktes Labor. Grigori kommt, will sie töten, und sie entkommen knapp mit einer Geisel – einem russischen Wissenschaftler namens Alexei. Dustin, Steve, Robin und Erica kommen in einem russischen Labor unter dem Starcourt an und verstecken sich vor russischen Soldaten, die Kisten aus dem Aufzug entladen. Beim Versuch, einen Kommunikationsraum zu finden, entdeckt die Gruppe einen großen Testbereich, in dem Wissenschaftler versuchen, ein Portal zur Anderen Seite zu öffnen. Da Alexei kein Englisch spricht, bringen ihn Hopper und Joyce zu Murray – den Einzigen, den sie kennen, der Russisch spricht, damit er übersetzt. Grigori versucht ihnen zu folgen, verliert aber die Spur. Nancy und Jonathan gruppieren sich mit Will, Mike, Lucas, Elf und Max neu und stellen die Theorie auf, dass Billy und Mrs. Driscoll beide vom Mind Flayer besessen sind, der sie benutzt, um die Herrschaft zu bekommen. Die Gruppe beschließt, Mrs. Driscoll im Krankenhaus zu besuchen, muss aber feststellen, dass sie verschwunden ist. Nancy und Johnathan werden von Tom und Bruce, die beide vom Mind Flayer besessen sind, angegriffen. Es gelingt, die Angreifer zu töten, woraufhin sie sich in eine organische Masse auflösen, die sich zu einer Kreatur vereinigt, die dem Mind Flayer ähnelt. |           |                                                     |                                                  |                |                 |
| 23 | 6         | Kapitel sechs: E Pluribus Unum                      | Chapter Six: E Pluribus Unum                     | Uta Briesewitz | Curtis Gwinn    |
| Elfi, die sich gerade mit Mike versöhnt hatte, setzt ihre Kräfte ein, um den Mind Flayer im Krankenhaus außer Gefecht zu setzen und ihn zur Flucht in die Mühle zu zwingen. Im russischen Labor unter dem Starcourt werden Steve und Robin gefangen genommen, unter Drogen gesetzt und verhört, aber Dustin und Erica schaffen es, sie zu retten. Während Murray übersetzt, halten Hopper und Joyce Alexei als Geisel und zwingen ihn zu enthüllen, dass die Russen versuchen, auf die Andere Seite zuzugreifen, und dass sie ein Portal unter dem Starcourt öffnen. Hopper ruft Owens an, um die US-Regierung vor der Bedrohung zu warnen, aber Joyce besteht darauf, dass sie sofort nach Hawkins zurückkehren, aus Angst, ihre Kinder könnten beteiligt sein. Grigori stellt Kline am Unabhängigkeitstag in Hawkins und fordert, dass nach Hopper gesucht wird. Mike gibt versehentlich seine Liebe zu Elfi zu. Um den Mind Flayer zu finden, nutzt Elfi ihre Kräfte, um psychisch mit Billy zu kommunizieren, von seiner schwierigen Kindheit zu erfahren und den Mind Flayer in der Mühle zu finden. Billy spürt Elfis Anwesenheit und gibt dem Mind Flayer Zugang zu ihrem Standort. Er enthüllt, dass der Plan des Mind Flayers darin besteht, sie aus Rache dafür zu töten, dass sie das Tor geschlossen hat. Alle besessenen Flayer laufen auf die Mühle zu, lösen sich in einer organischen Masse auf und verschmelzen mit dem Mind Flayer. |           |                                                     |                                                  |                |                 |
| 24 | 7         | Kapitel sieben: Der Biss                            | Chapter Seven: The Bite                          | Duffer-Brüder  | Duffer-Brüder   |
| Elfi und die anderen erkennen, dass der Mind Flayer hinter Elfi her ist, da sie diejenige war, die zuvor das Tor geschlossen hat. Will spürt, wie sich der Mind Flayer nähert. Dieser greift die Gruppe an. Obwohl Elfi die anderen verteidigt, schafft es der Mind Flayer, sie zu verletzen, bevor sie entkommen können. Dustin und Erica schleppen die unter Drogen stehenden Steve und Robin ins Kino im Starcourt. Elfis Gruppe bricht in einen Supermarkt ein, um ihre Wunden zu behandeln und mehr Vorräte zu sammeln. Dustin kontaktiert sie über ein Walkie-Talkie und versucht, den anderen die Situation seiner Gruppe zu erklären. Die Batterie seines Walkie-Talkies ist aber leer, bevor er seinen Bericht beenden kann. Elfi nutzt ihre Kräfte, um Dustin zu finden, und die Gruppe macht sich auf den Weg zum Einkaufszentrum. Steve gibt zu, dass er Gefühle für Robin hat. Sie macht ihm aber klar, dass sie lesbisch ist. Hoppers Gruppe macht sich auf den Weg zum Festplatz in Hawkins, auf dem die Feiern anlässlich des 4. Juli stattfinden, um die Kinder zu finden. Sie werden von Kline entdeckt, der die Russen alarmiert. Alexei wird von Grigori erschossen. Murray, Hopper und Joyce weichen mehreren sowjetischen Agenten aus und erfahren, dass die Agenten im Einkaufszentrum nach den Kindern suchen. Elfis Gruppe kommt rechtzeitig in der Mall an, um zu verhindern, dass die Russen Dustins Gruppe erschießen. Elfi bricht vor Erschöpfung und aufgrund der Wunde, die ihr der Mind Flayer zugefügt hat, zusammen.                                                  |           |                                                     |                                                  |                |                 |
| 25 | 8         | Kapitel acht: Die Schlacht von Starcourt            | Chapter Eight: The Battle of Starcourt           | Duffer-Brüder  | Duffer-Brüder   |
| Elfi befreit sich von einem Stück des Mind Flayer, das über ihre Wunde in ihren Körper gelangt war, und verliert dadurch ihre Kräfte. Hoppers Gruppe trifft ein und plant, Elfi in Sicherheit zu bringen, während Hopper, Joyce und Murray die Maschine der Russen abstellen und Dustin und Erica sie von seinem Funkturm aus lotsen. Dustin erbittet Suzies Hilfe, um einen notwendigen Code herauszufinden. Billy und der Mind Flayer fangen Elfi im Einkaufszentrum und Billy ergreift Elfi. Während die anderen den Mind Flayer ablenken, indem sie ihn mit einem Feuerwerk angreifen, kann Elfi Billys Geist aus seinen Erinnerungen erwecken, und Billy opfert sich, um Elfi zu beschützen. Hopper kämpft mit Grigori im Raum, in dem die Maschine das Tor zur Anderen Seite offenhält, während Joyce das Herunterfahren der Maschine vorbereitet. Hopper tötet Grigori, indem er ihn in die Maschine wirft, wodurch sie durcheinander gerät und seinen Rettungsweg blockiert. Hopper nickt Joyce zu, damit sie die Abschaltung auslöst und damit den Mind Flayer tötet. Als Dr. Owens mit dem Militär ankommt, erkennt Elfi an Joyce’ Gesichtsausdruck, dass Hopper verschwunden ist. Drei Monate später bereiten sich Joyce’ Familie und Elfi darauf vor, Hawkins zu verlassen. Mike und Elfi gestehen einander ihre Liebe und planen, sich beim Erntedankfest zu sehen. Joyce gibt Elfi Hoppers Text, den er ihr zuvor hatte sagen wollen. In Kamtschatka in Russland werden zwei Wachen angewiesen, einen Häftling einem gefangenen Demogorgon zu opfern, aber „nicht den Amerikaner“.        |           |                                                     |                                                  |                |                 |
| Alle Episoden wurden am 4. Juli 2019 sowohl in Originalsprache als auch in deutscher Sprache bei Netflix veröffentlicht. |           |                                                     |                                                  |                |                 |

## Entwicklung
Im November 2016 sagte Levy, dass er und die Duffer-Brüder bereits mit der Planung einer möglichen dritten Staffel begonnen hatten. Im August 2017 wurde die Staffel inoffiziell von den Duffer-Brüdern bestätigt. Im November 2017 wurde die Staffel offiziell von Netflix angekündigt.

### Dreharbeiten
Die Dreharbeiten für die dritte Staffel begannen offiziell am 23. April 2018. Am 12. November 2018 wurde diese abgeschlossen.

## Videospiel
Eine Videospiel mit dem Titel Stranger Things 3: The Game wurde nach der Premiere der dritten Staffel am 4. Juli 2019 veröffentlicht. Das Spiel wurde von BonusXP entwickelt und von Netflix veröffentlicht. Das Spiel ist auf Nintendo Switch, PlayStation 4, Android, iOS, Microsoft Windows Phone, Mac OS und Xbox One verfügbar. Inhaltlich kann hier die dritte Staffel nachgespielt werden.

## Veröffentlichung
Innerhalb von vier Tagen nach der Veröffentlichung haben laut Netflix über 40,7 Millionen Accounts mindestens 70 % einer Episode der dritten Staffel gesehen, während 18,2 Millionen die gesamte Staffel innerhalb der Zeit gesehen hatten. Netflix berichtete im Oktober 2019, dass über 64 Millionen Haushalte Stranger Things 3 innerhalb der ersten vier Wochen nach der Veröffentlichung gesehen hatten.